# Aeroportul Kambalda
Aeroportul Kambalda (IATA: KDB, ICAO: YKBL) este un aeroport din Australia de Vest, Australia.
Situat la o altitudine de 321 m, aeroportul dispune de o singură pistă. Este operat de Gold Fields⁠(d).